# Mirosław Jelinek
Mirosław Jelinek (ur. 13 listopada 1957 w Częstochowie) – polski i czeski duchowny ewangelicko-reformowany, w latach 1982–2010 proboszcz parafii ewangelicko-reformowanej w Zelowie, a od roku 2010 proboszcz parafii w Kateřinicach. Jeden z liderów społeczności czeskiej w RP, były dyrektor Przedszkola Edukacyjnego im. Jana Amosa Komeńskiego w Zelowie i Muzeum w Zelowie – Ośrodka Dokumentacji Dziejów Braci Czeskich.

## Życiorys
Ukończył technikum ogrodnicze w Widzewie świadectwem dojrzałości w 1977 r. Następnie studiował na Chrześcijańskiej Akademii Teologicznej w Warszawie. W 1985 r. uzyskał tytuł magistra teologii na podstawie pracy Ordynacja kobiet w Kościele Ewangelicko-Reformowanym w Polsce (przygotowanej pod kierunkiem prof. dr. hab. Witolda Benedyktowicza).
1 sierpnia 1982 r. objął wraz z małżonką opieką duszpasterską Parafię Ewangelicko-Reformowaną w Zelowie. Ordynację pastorską otrzymał 19 maja 1985 r. Z jego inicjatywy powstała parafia kalwińska w pobliskim Bełchatowie. W latach 1989–1999 sprawował opiekę duszpasterską nad parafiami w Pstrążnej i Strzelinie.
Instalacja na urząd proboszcza miała miejsce w 1992 r. Kadencja wznowiona została w 2003 r.
Współzałożyciel i koordynator: Muzeum w Zelowie – Ośrodka Dokumentacji Dziejów Braci Czeskich, Przedszkola Edukacyjnego im. Jana Amosa Komeńskiego w Zelowie, Galerii Domu Zborowego, Międzynarodowego Centrum Spotkań, Tygodni Ewangelizacyjnych w Zelowie, Zespołu Gospodarczego Parafii, Festiwalu Teatrzyków Przedszkolnych im. J. A. Komeńskiego.
Był jednym z liderów mniejszości czeskiej w RP – jako jej reprezentant zasiadał w latach 2005–2010 w Komisji Wspólnej Rządu i Mniejszości Narodowych i Etnicznych.
Współpracował z Fundacją im. Roberta Schumana w kwestii przygotowania Polski do wejścia w struktury Unii Europejskiej.
25 lipca 2010 został wybrany na proboszcza parafii Ewangelickiego Kościoła Czeskobraterskiego w Kateřinicach w Czechach. Funkcję objął 1 września 2010.
Z małżeństwa z ks. Wierą Jelinek ma dwoje dzieci (syna Jana Amosa, ur. 1982 i córkę Ewę Milenę, ur. 1984).

## Pełnione funkcje
- od 1 września 2010 – proboszcz parafii w Kateřinicach
- od 1998 – członek Rady Stowarzyszenia Hospicjum w Bełchatowie
- od 2002 – członek honorowy Stowarzyszenia „Euro-Centrum” w Piotrkowie Trybunalskim
- 1992 – 31 sierpnia 2010 – proboszcz Parafii Ewangelicko-Reformowanej w Zelowie
- 1993–2005 – członek Rady Fundacji Rozwoju Gminy Zelów
- 1994–2008 – dyrektor Przedszkola Edukacyjnego im. Jana Amosa Komeńskiego w Zelowie
- 1995–2001 – zastępca notariusza Prezydium Synodu Kościoła Ewangelicko-Reformowanego w RP
- 1998–2001 – członek Rady do Spraw Dziedzictwa Kulturowego woj. łódzkiego, członek Rady Stowarzyszenia Instytut Tolerancji w Łodzi
- 2001–2004 – zastępca radcy duchownego Konsystorza Kościoła Ewangelicko-Reformowanego w RP
- 2002–2008 – członek Stowarzyszenia Dobroczynnego „Razem”
- 2003 – 31 sierpnia 2010 – dyrektor Muzeum w Zelowie – Ośrodka Dokumentacji Dziejów Braci Czeskich
- 2004–2007 – radca duchowny Konsystorza Kościoła Ewangelicko-Reformowanego w RP
- 2005-2010 – członek Komisji Wspólnej Rządu i Mniejszości Narodowych i Etnicznych
- członek honorowy międzynarodowego stowarzyszenia EXULANT z siedzibą w Pradze

## Nagrody
- 1987 – Medal za Zasługi dla Województwa Piotrkowskiego
- 1992 – Oznaka Honorowa Polskiego Czerwonego Krzyża
- 2006 – Nagroda Brata Alberta w dziedzinie ekumenizmu za zasługi w zakresie przezwyciężania barier konfesyjnych i etnicznych
- 2009 – Zasłużony dla Ochotniczej Straży Pożarnej w Zelowie – w 100-lecie OSP
- 2009 – Medal 10-lecia Państwowej Wyższej Szkoły Zawodowej im. Jana Amosa Komeńskiego w Lesznie
- 2009 – Medal 10-lecia Powiatu Bełchatowskiego